# Le Mesnil-Conteville
 Le Mesnil-Conteville  es una comuna y población de Francia, en la región de Picardía, departamento de Oise, en el distrito de Beauvais y cantón de Grandvilliers.
Su población en el censo de 1999 era de 83 habitantes.
Está integrada en la Communauté de communes de la Picardie Verte .

## Demografía
| 116 | 119 | 109 | 104 | 86 | 83 |
| Para los censos de 1962 a 1999 la población legal corresponde a la población sin duplicidades (Fuente: INSEE [Consultar]) |     |     |     |    |    |

- Datos: Q683065
- Multimedia: Le Mesnil-Conteville / Q683065

1. ↑  Worldpostalcodes.org, código postal n.º 60210.
2. ↑  INSEE, Datos de población para el año 2012 de Le Mesnil-Conteville (en francés).